# Mota del Cuervo
Mota del Cuervo è un comune spagnolo di 5 652 abitanti situato nella comunità autonoma di Castiglia-La Mancia.